# HD 192699 b
HD 192699 b는 독수리자리 방향으로 지구로부터 약 220광년 떨어져 있는 항성 HD 192699를 도는 외계 행성이다. 2007년 4월 발견되었다. 최소 질량은 목성의 2.5배이다. 공전궤도 반지름은 지구보다 크지만 1 공전주기는 지구보다 짧은데, 이는 어머니 항성이 태양보다 더 무겁기 때문이다.
어머니 항성은 질량이 태양의 1.68배에 이르는 준거성인데, HD 192699 b의 발견은 A형 주계열성도 행성을 거느릴 수 있다는 증거가 되고 있다. 질량을 고려할 때 HD 192699는 주계열에 속해 있을 시절 A형이었을 것으로 추측되기 때문이다.

## 같이 보기
- HD 175541 b
- HD 210702 b

## 참고 문헌
- (영어) 존슨 연구진 (04-2007). “Three exoplanets orbiting intermediate-mass subgiants”. 《The Astrophysical Journal》 665: 31. doi:10.1086/519677.
- (영어) Johnson, John Asher; Fischer, Debra A.; Marcy, Geoffrey W.; Wright, Jason T.; Driscoll, Peter; Butler, R. Paul; Hekker, Saskia; Reffert, Sabine; Vogt, Steven S. (08-2007). “Retired A Stars and Their Companions: Exoplanets Orbiting Three Intermediate-Mass Subgiants”. 《The Astrophysical Journal》 665: 785-793. doi:10.1086/519677.